# Здравко Гаджев
Здравко Илиев Гаджев е български оперен певец, лиричен тенор. Вокален педагог.

## Биография
Роден е в 1942 година в град Неврокоп. Баща му е Илия Гаджев, деец на ВМРО и учител, който веднага след Деветосептемврийския преврат е убит без съд и присъда – факт, който по-нататък силно се отразява на кариерата на Здравко Гаджев като оперен певец. Негов брат е общественикът от МПО Иван Гаджев.
Още като момче в този град, където има създадени музикални традиции и дори поставят оперети, Здравко Гаджев изпълнява главните роли в почти всяка детска оперета. В детската музикална школа към читалището се учи да свири на цигулка. Въпреки изявената си музикалност, след завършване на гимназията той кандидатства да следва химия в София. След дипломирането си като инженер-химик е разпределен да работи в завод за релета, намиращ се между Банско и Разлог.
В Разлог се включва в самодейната оперета. На републикански преглед на художествената самодейност е отличен със златен медал. Прави силно впечатление на членовете на журито професор Елена Орукин от Музикалната академия и Коста Райнов от Държавния музикален театър „Стефан Македонски“, които преценяват, че носи в гърлото си „необработен диамант“ и го съветват да учи пеене в Музикалната академия. Театрална комисия, присъствала на изявата му като солист в постановката „Почивка в Арко Ирис“ в Банско, му дава същия съвет. Тогава Здравко Гаджев  се обръща за мнение към Христо Бръмбаров, който след прослушване заявява същото: „Гласът Ви е повече от добър, но трябва да учите в Музикалната академия“. Явил се на конкурсния изпит, Гаджев е класиран на едно от първите места; записва се при професор Илия Йосифов.
Приет е в състава на Софийската опера. Поема целия лиричен репертоар на операта, става водещият лиричен тенор. Пее в „Бохеми“, „Тоска“, „Мадам Бътерфлай“ от Пучини, „Риголето“ от Верди, „Лучия ди Ламермур“ и „Любовен еликсир“ от Доницети и много други. Смятан е и за най-изявения изпълнител на българските оперни творби, по-специално на Парашкев Хаджиев. Здравко Гаджев е най-честият партньор на Райна Кабаиванска при изявите ѝ в България, и на софийската сцена, и в спектаклите ѝ с операта из страната. Изпълнението му на Фауст в едноименната опера на Гуно е, по мнението на Марин Бончев, най-доброто в историята на Софийската опера. Чул това изпълнение, Николай Гяуров след великолепната си оценка добавя: „Знай, че талантът се ражда рядко, но ще трябва през трупове да вървиш, за да получиш признание“.
Досието на Здравко Гаджев обаче като син на „враг на народа“ възпрепятства развитието му. При премиери е изместван от някой друг, при гастроли на оперната трупа в капиталистически страни му отказват паспорт и виза, критиката малко пише за него. След падането на комунистическия режим Здравко Гаджев казва: „Днес има толкова много „репресирани“ и „потърпевши“, които кокетират с миналото си, аз не съм един от тях. Търпеливо понасях болката си и никога не съм искал да извлека някакви облаги от нещастието на семейството“.
След 19 години на сцената на Софийската опера, в отлична вокална форма, Здравко Гаджев сам я напуска (единственият солист, направил това), ненамирайки в нея нито морални, нито материални устои. Връща се към първата си професия – инженерството. Като певец се включва в октет за църковнославянска музика и руски песни, след демократичните промени в България няма пречки да гастолира с него по света.
Освен певец, по време на оперната си кариера Здравко Гаджев е и вокален педагог, редовен преподавател в Музикалното училище „Любомир Пипков“ в София.
Защитава дисертация на тема „Исторически корени на българската вокална школа“ (1980).
Автор е на книгата „Скопци, евнуси, хиджра, кастрати, евирати, сопранисти, контратенори...: култът към високите мъжки гласове“ (2010). Критиката я оценява като уникално съчетание на научна разработка с исторически принос и същевременно любопитно четиво.